# التاريخية
التاريخية هي نهج لشرح وجود الظواهر، وخاصة الممارسات الاجتماعية والثقافية (بما في ذلك الأفكار والمعتقدات)، من خلال دراسة تاريخها، أي من خلال دراسة العملية التي نشأت من خلالها. يستخدم المصطلح على نطاق واسع في الفلسفة وعلم الإنسان وعلم الاجتماع.
يختلف هذا النهج التاريخي للتفسير عن النهج المعروف باسم الوظيفية ويكمله، والذي يسعى إلى شرح ظاهرة، مثل الشكل الاجتماعي، من خلال تقديم حجج منطقية عن كيفية قيام هذا الشكل الاجتماعي ببعض الوظائف في بنية المجتمع. في المقابل، بدلًا من اعتبار الظاهرة أمرًا مفروغًا منه ثم السعي إلى تقديم تبرير لها من المبادئ المنطقية، يسأل النهج التاريخي «من أين أتى هذا؟» «وما هي العوامل التي أدت إلى نشوئه؟»، أي أن التفسيرات التاريخية غالبًا ما تضع تأكيدًا أكبر على دور العملية والطوارئ.
غالبًا ما تُستخدم التاريخية للمساعدة في وضع النظريات والروايات في سياقها، وهي أداة مفيدة للمساعدة في فهم كيفية ظهور الظواهر الاجتماعية والثقافية.
يختلف النهج التاريخي عن النظريات الفردية للمعرفة مثل التجريبية الصارمة والعقلانية غير السياقية، والتي تهمل دور التقاليد. قد تتناقض التاريخية مع النظريات الاختزالية التي تفترض أن جميع التطورات يمكن تفسيرها من خلال المبادئ الأساسية (مثل الحتمية الاقتصادية)، أو مع النظريات التي تفترض أن التغيرات التاريخية تحدث بشكل عشوائي تمامًا.

## تاريخ المصطلح
صاغ الفيلسوف الألماني كارل فريدريش شليجل مصطلح التاريخية (Historismus). بمرور الوقت، طورت ماهية التاريخية وكيف تمارس معانٍ مختلفة ومتباينة. تظهر عناصر التاريخية في كتابات كاتب المقالات الفرنسي ميشيل دي مونتين (1533-1592) والفيلسوف الإيطالي جي بي فيكو (1668–1744)، وأصبحت أكثر تطورًا مع جدلية جورج فيلهلم فريدريش هيجل (1770-1831)، وهو مؤثر في أوروبا القرن التاسع عشر. تتأثر كتابات كارل ماركس هيجل، وتشمل أيضا التاريخية. يرتبط المصطلح أيضًا بالعلوم الاجتماعية التجريبية وعمل فرانز بواس. تميل التاريخية إلى أن تكون تأويلية؛ لأنها تقدر التفسير الحذر والصارم والسياقي للمعلومات، أو النسبية، وترفض مفاهيم التفسيرات العالمية والأساسية والثابتة.

## المتغيرات

### الهيجلية
رأى هيجل أن تحقيق الحرية البشرية هو الهدف النهائي للتاريخ، والذي لا يمكن تحقيقه إلا من خلال الدولة المثالية. سيحدث التقدم التاريخي نحو هذه الحالة من خلال عملية جدلية: التوتر بين هدف الجنس البشري (الحرية) والظروف الحالية للبشرية التي من شأنها أن تنتج محاولة من قبل البشرية لتغيير حالتها إلى حالة أخرى تتوافق مع طبيعتها. ومع ذلك، نظرًا لأن البشر غالبًا لا يدركون هدف الإنسانية والتاريخ، فإن عملية تحقيق الحرية هي بالضرورة عملية اكتشاف الذات.
رأى هيجل أن التقدم نحو الحرية يديره «الروح»، وهي قوة خارقة للطبيعة توجه كل الأعمال والتفاعلات البشرية. ومع ذلك، يوضح هيجل أن الروح مجرد تجريد وأنها تأتي إلى الوجود «من خلال نشاط الفاعلين المحدودين». وبالتالي، قد لا تكون قوى التاريخ المحددة لهيجل ذات طبيعة ما وراء طبيعية، على الرغم من أن العديد من خصومه والمفسرين قد فهموه على أنه يحمل آراء ما وراء الطبيعة وحتمية.
تشير تاريخية هيجل أيضًا إلى أن أي مجتمع بشري وجميع الأنشطة البشرية مثل العلم أو الفن أو الفلسفة يحددها تاريخهم. وبالتالي، لا يمكن البحث عن جوهرها إلا من خلال فهم التاريخ. علاوة على ذلك، فإن تاريخ أي مسعى بشري من هذا القبيل لا يستمر فحسب، بل يتفاعل أيضًا مع ما حدث من قبل. هذا هو مصدر تعليم هيجل الشهير في الديالكتيك وعادة ما يُلخص بشعار «أطروحة، ونقيض، وتوليف». (لم يستخدم هيجل هذه المصطلحات، على الرغم من أن يوهان فيشتي استخدمها.) يصفها قول مأثور لهيجل الشهير «الفلسفة هي تاريخ الفلسفة».
ربما يكون موقف هيجل أفضل تسليط الضوء عليه عند مقارنته بالرأي الذري والاختزال للمجتمعات البشرية والأنشطة الاجتماعية التي تحدد نفسها على أساس مخصص من خلال مجموع عشرات التفاعلات. نموذج آخر متناقض هو الاستعارة المستمرة للعقد الاجتماعي. يعتبر هيجل العلاقة بين الأفراد والمجتمعات علاقة عضوية وليست ذرية: حتى خطابهم الاجتماعي يتوسطه اللغة، واللغة مبنية على أصل الكلمة والشخصية الفريدة. وبالتالي فإنه يحافظ على ثقافة الماضي في آلاف الاستعارات شبه المنسية. لفهم سبب كون الشخص على ما هو عليه، يجب عليك فحص ذلك الشخص في مجتمعه: ولفهم ذلك المجتمع، يجب أن تفهم تاريخه، والقوى التي أثرت فيه. «روح العصر» هي تجسيد ملموس لأهم العوامل التي تعمل في تاريخ البشرية في أي وقت. يتناقض هذا مع نظريات النشاط الغائية، التي تفترض أن النهاية هي العامل المحدد للنشاط، وكذلك أولئك الذين يؤمنون برأي الصفحة البيضاء، أو اللوح الفارغ، التي تعرف الأفراد من خلال تفاعلاتهم.
يمكن تفسير هذه الأفكار بشكل مختلف. فَسَّر أتباع هيجل اليمينيون، من خلال آراء هيجل حول العضوية والطبيعة المحددة تاريخيًا للمجتمعات البشرية تاريخية هيجل على أنها تبرير للمصير الفريد للجماعات القومية وأهمية الاستقرار والمؤسسات. أثر مفهوم هيجل للمجتمعات البشرية ككيانات أكبر من الأفراد الذين يشكلونها على القومية الرومانسية في القرن التاسع عشر وتجاوزاتها في القرن العشرين. على النقيض من ذلك، فسر الهيغليون الشباب أفكار هيجل حول المجتمعات المتأثرة بالصراع الاجتماعي لعقيدة التقدم الاجتماعي، وحاولوا التلاعب بهذه القوى لإحداث نتائج مختلفة. عقيدة كارل ماركس عن «الحتميات التاريخية» والمادية التاريخية هي واحدة من ردود الفعل الأكثر تأثيرًا على هذا الجزء من فكر هيجل. بشكل ملحوظ، تجادل نظرية الاغتراب لكارل ماركس بأن الرأسمالية تعطل العلاقات التقليدية بين العمال وعملهم.

ترتبط التاريخية الهيجلية بأفكاره حول الوسائل التي تتقدم بها المجتمعات البشرية، وعلى وجه التحديد الجدلية ومفهومها للمنطق على أنه يمثل الطبيعة الجوهرية للواقع. يعزو هيجل التغيير إلى الحاجة «الحديثة» للتفاعل مع العالم، في حين كان الفلاسفة القدامى مكتفين ذاتيًا، وكان فلاسفة العصور الوسطى رهبانًا. كتب هيجل في كتابه تاريخ الفلسفة:
«في الأزمنة الحديثة الأشياء مختلفة جدًا. الآن لم نعد نرى الفلاسفة الأفراد الذين يشكلون طبقة بأنفسهم. في يومنا هذا اختفى كل ذلك. الفلاسفة ليسوا رهبانًا، لأننا نجدهم عمومًا مرتبطين بالعالم، يتشاركون مع الآخرين في عمل مشترك أو دعوة. لا يعيشون بشكل مستقل، ويشغلون مناصب عامة ويشاركون في حياة الدولة. بالتأكيد قد يكونون أشخاصًا عاديين، ولكن إذا كان الأمر كذلك، فإن وضعهم على هذا النحو لا يعزلهم بأي حال من الأحوال عن علاقتهم الأخرى. إنهم يشاركون في الظروف الحالية، في العالم وعمله وتقدمه. وبالتالي فلسفتهم هي فقط نوع من الرفاهية والوفرة. يمكن العثور على هذا الاختلاف حقًا في الطريقة التي تشكلت بها الظروف الخارجية بعد بناء عالم الدين الداخلي. في الأزمنة الحديثة، أي بسبب التوفيق بين المبدأ الدنيوي مع نفسه، يكون العالم الخارجي في حالة راحة، والعلاقات الدنيوية، والظروف، وأنماط الحياة، تشكلت ونُظمت بطريقة تتوافق مع الطبيعة والعقلانية. نحن نرى ارتباطًا عالميًا ومفهومًا، وبهذه الفردية نصل أيضًا إلى شخصية وطبيعة أخرى؛ لأنها لم تعد الفردية البلاستيكية للقدماء. هذا الارتباط له قوة تجعل كل فرد تحت سيطرته، ومع ذلك في نفس الوقت يمكنه بناء عالم داخلي لنفسه.»
سيصبح الرأي القائل بأن التشابك في المجتمع يسبب رابطًا لا ينفصم عن التعبير سؤالًا مؤثرًا في الفلسفة، أي متطلبات الفردية. سينظر فيها نيتشه وجون ديوي وميشيل فوكو مباشرة، وستكون موجودة في أعمال العديد من الفنانين والمؤلفين أيضًا. كانت هناك استجابات مختلفة لتحدي هيجل. أكدت الفترة الرومانسية على قدرة العبقري الفردي على تجاوز الزمان والمكان، واستخدام المواد من تراثهم إلى أعمال الموضة التي كانت غير محددة. سوف تقدم الإصدارات الحديثة إصدارات من قابلية جون لوك اللانهائية للتطويع للحيوان البشري. قد تجادل ما بعد البنيوية بأنه نظرًا لأن التاريخ ليس حاضرًا، ولكن فقط صورة التاريخ، فإنه في حين أن عصرًا فرديًا أو بنية سلطة قد تؤكد على تاريخ معين، فإن التناقضات داخل القصة يمكن أن تكون حاضرة.